# Holloway (Londres)
Holloway es un barrio del municipio londinense de Islington. Se encuentra a unos 5,3 km (3,3 mi) al norte de Charing Cross, Londres, Reino Unido. En el censo de 2001 contaba con una población de 41329 habitantes.